# Wolfgang Bauer
Wolfgang Leander Bauer (n. 23 de febrero de 1930, Halle, Alemania – 14 de enero de 1997, Múnich), fue un sinólogo alemán.
Hijo del experto en lenguas semíticas Hans Bauer. De 1966 a 1997 fue profesor de lenguas de Asia oriental y estudios culturales en la Ludwig-Maximilians-Universität München. Impartió sus enseñanzas en otras cátedras como invitado en universidades de los EE. UU., Australia y Japón. Tradujo innumerables novelas chinas al alemán.
Entre sus obras se cuentan:
- China y la esperanza de la felicidad (1971) China und die Hoffnung auf Glück
- La cara de China (1990) Das Antlitz Chinas
- Historia de la filosofía china (publicado póstumamente en 2001) Geschichte der chinesischen Philosophie (2009 en español en Herder Barcelona ISBN 9788425425318)
- Publicaciones sobre cómics chinos y novelas policíacas.

- Datos: Q105567